# Kanadische Küstenwache

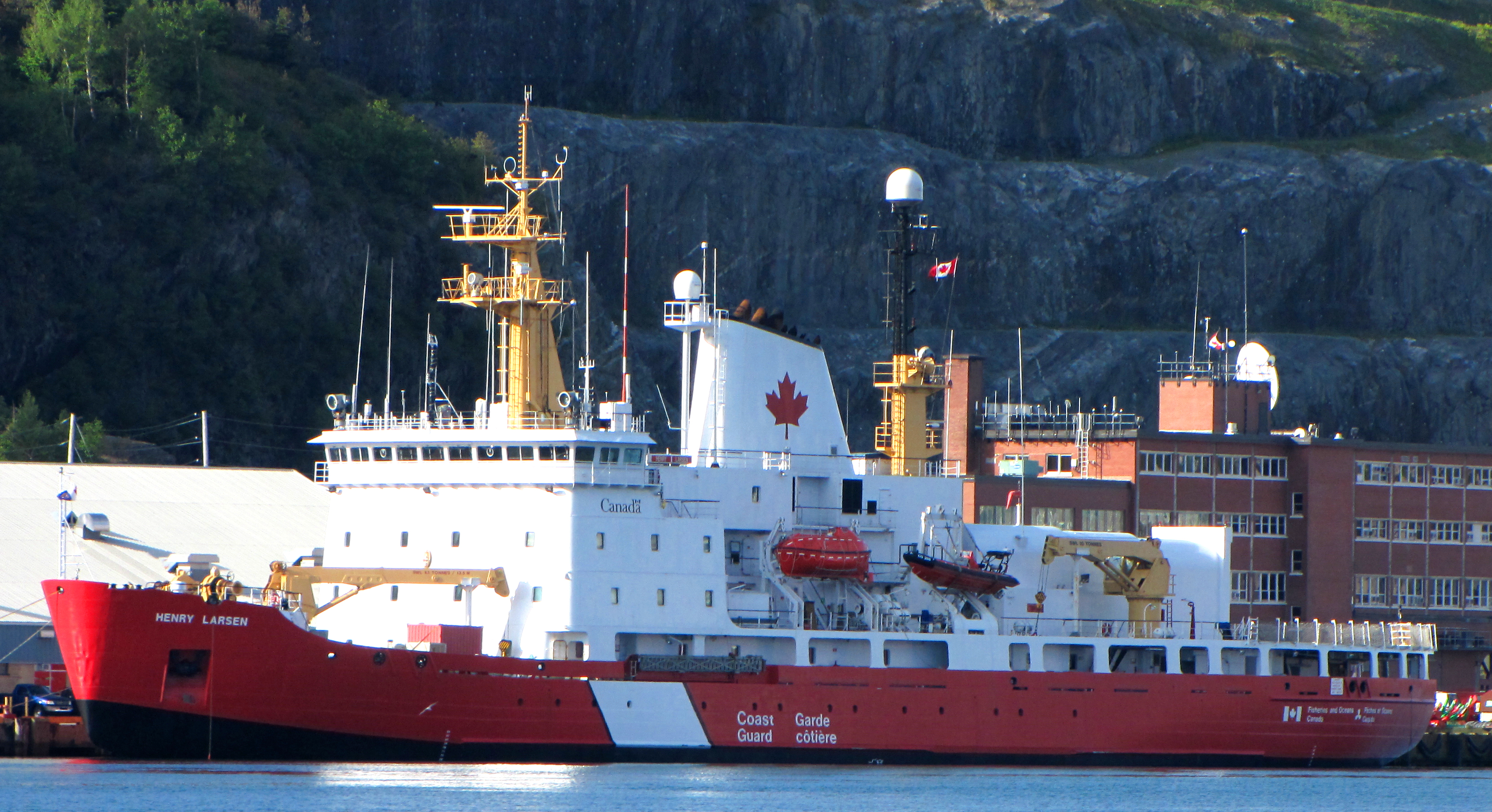
CCGS Henry Larsen, ein mittelgroßer Eisbrecher der kanadischen Küstenwache

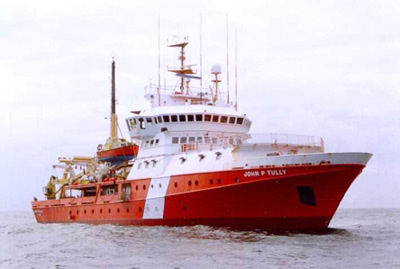
CCGS John P. Tully, ein Offshore-Forschungsschiff der kanadischen Küstenwache

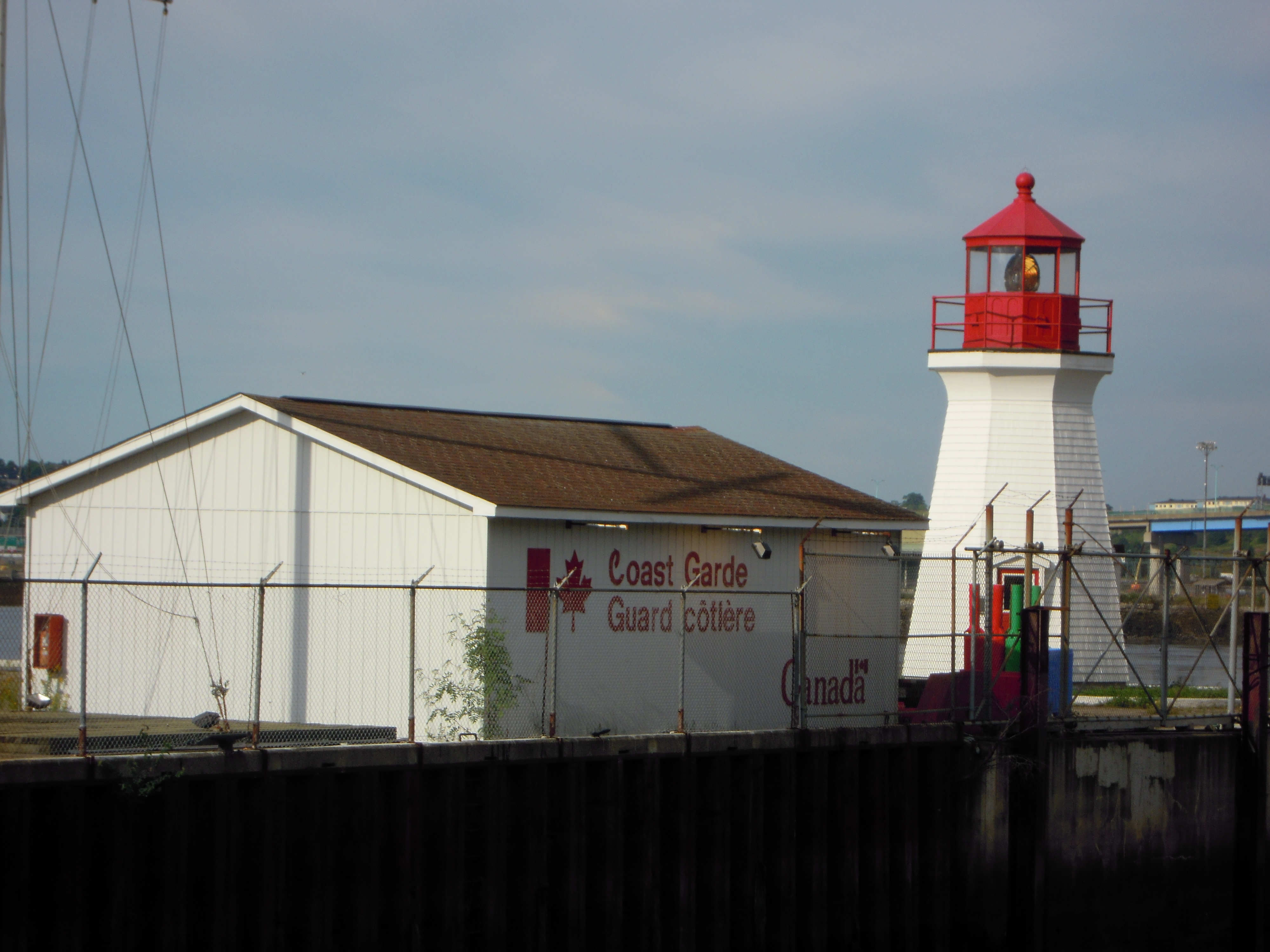
Der Harbour-Leuchtturm und ein Coast-Guard-Gebäude in St. John

Die kanadische Küstenwache (französisch Garde côtière canadienne, englisch Canadian Coast Guard, kurz CCG) ist die Küstenwache Kanadas mit Hauptsitz in Ottawa, Ontario. Sie ist dem Minister of Fisheries, Oceans and the Canadian Coast Guard und damit dem Ministerium Fisheries and Oceans Canada unterstellt.
Ihre Aufgaben umfassen unter anderem die Rettung von Personen aus Seenot (National Search and Rescue Program), das Aufstellen und Warten von Seezeichen, die Verhütung und Bekämpfung von Ölverschmutzungen sowie der Betrieb von Eisbrechern.
Der Grenzschutz (mit dem weltweit längsten Küstenstreifen eines Landes: 202.080 km) ist Aufgabe der Royal Canadian Navy, während die Royal Canadian Mounted Police (RCMP) zu Lande und zu Wasser Polizeiaufgaben des Bundes wahrnimmt.

## Geschichte

### Frühgeschichte (1867–1962)
Vor der Gründung der Canadian Coast Guard nahmen verschiedene Regierungseinrichtungen, darunter die Royal Canadian Navy, die Aufgaben der heutigen Küstenwache wahr. Nach der kanadischen Konföderation im Jahr 1867 vergab die damalige kanadische Regierung mehrere Aufgaben, um für die Sicherheit auf dem Küstenstreifen zu sorgen. Darunter fielen neben Rettungseinsätzen auch die Wartung der Leuchttürme. Die Regierung unterstellte diese Aufgaben dem Department of Marine and Fisheries (Ministerium für Marine und Fischerei) mit einigen zusätzlichen Zuständigkeitsbereichen bei der Überwachung verschiedener Flüsse und Schifffahrtswege. Rettungsboote wurden als Teil des Canadian Lifesaving Service an der Ost- und Westküste stationiert, damit diese schnell am Einsatzort gelangten, um Schiffbrüchige zu retten.
Nachdem das Department of Marine and Fisheries in zwei separate Ministerien aufgeteilt wurde, übernahm das Department of Marine die Zuständigkeit über die Küstenwache. Nach dem Zweiten Weltkrieg expandierte der Schiffsverkehr in den kanadischen Küstenregionen. Vor allem nach der Öffnung des Sankt-Lorenz-Seewegs erhöhte sich der Güterverkehr in der Region. Per Beschluss der Regierung von Premierminister John Diefenbaker wurden die maritimen Aufgaben des Verkehrsministeriums (DOT) gebündelt, indem als eine Unterabteilung des DOT am 26. Januar 1962 mit der Canadian Coast Guard eine eigene kanadische Küstenwache gegründet wurde.

### Expansion (1962–1990)
Aufgrund der Öffnung weiterer Schifffahrtswege begann eine Periode, in der zwischen 1960 und 1980 die kanadische Küstenwache expandierte. Die alternden Küstenwachschiffe wurden außer Dienst gestellt und durch neue ersetzt, um die Aufgaben besser bewältigen zu können. Aufträge zum Bau neuer Schiffe, die bis Ende der 1970er Jahre ausgeliefert wurden, wurden an kanadische Werften vergeben. Die kanadische Regierung sorgte für die Errichtung mehrerer Küstenwachstationen, die vorwiegend in der Nähe größerer Häfen und entlang der Schiffsrouten im südlichen Kanada – wie Victoria in British Columbia, Dartmouth in Nova Scotia und im Parry Sound District in Ontario – liegen.

### Modernisierung (ab 1990)
In den 1990er- bis 2000er-Jahren modernisierte die kanadische Küstenwache einen Teil ihrer SAR-Flotte, nachdem sie die von der britischen Royal National Lifeboat Institution (RNLI) entworfenen Hochleistungs-Rettungskutter der Arun-Klasse für offene Küstengebiete und die von der U.S. Coast Guard entworfenen 47-Fuß-Motorrettungsboote (von der CCG als Cape-Klasse bezeichnet) als Rettungsbootkutter mittlerer Reichweite für die Großen Seen und geschütztere Küstengebiete bestellt hatte. 
Am 9. September 2009 wurde bekanntgegeben, dass die kanadische Küstenwache neun neue Küstenwachschiffe der Serie Mid-Shore Patrol Vessel Project (heute Hero-class patrol vessels) erhalten wird, die die bisherige Flotte ergänzen werden. Das erste Schiffe wurde 2012 an die Canadian Coast Guard ausgeliefert. Die Auslieferung aller Schiffe der Hero-Class wurde planmäßig bis 2014 abgeschlossen. Der Auftrag hatte ein Volumen von 194 Millionen kanadischen Dollar.
Die CCGH Mamilossa, stationiert in der Basis Trois-Rivières, QC, ist ein neues, speziell gebautes Luftkissenboot der Küstenwache. Das Luftkissenboot wird auch zur Freihaltung der Fahrrinne des St. Lorenz von Eisfeldern eingesetzt.
Im Rahmen der National Shipbuilding Strategy der Regierung Kanadas wurde beschlossen, dass die Küstenwache weitere neue Schiffe erhalten soll.
Das Programm umfasst u. a.:

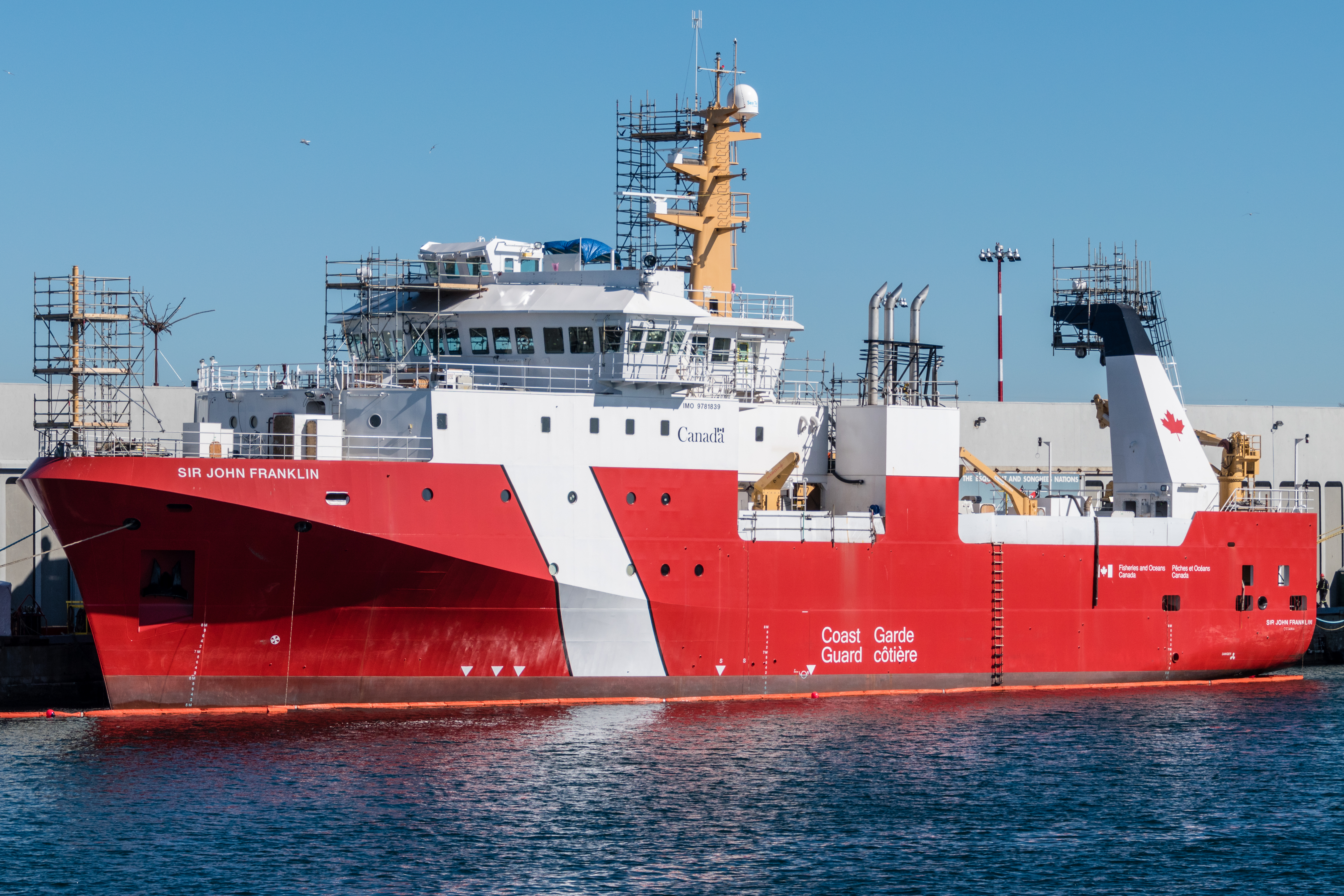
CCGS Sir John Franklin, eins der neuen Offshore-Forschungsschiff der kanadischen Küstenwache

- 3 Offshore Fisheries Science Vessels für den Offshore-Fischereiservice, mit denen die älteren Schiffe CCGS Teleost, CCGS Alfred Needler und CCGS W.E. Ricker ersetzt werden sollen. Die Schiffe werden durch Seaspan’s Vancouver Shipyards gebaut und der Zulauf ist bis Ende 2019 vorgesehen. Das erste Schiff, die CCGS Sir John Franklin wurde im Dezember 2017 übergeben.
- 1 Offshore Oceanographic Science Vessel für ozeanographische und hydrographische Forschung, mit der die CCGS Hudson ersetzt werden soll. Das Schiff wird durch Seaspan in Vancouver gebaut und soll Ende 2021-Anfang 2022 zulaufen.
- 5 Offshore Patrol Vessels für den regulären Patrouillendienst. Der Zulauf ist bis Ende 2019 vorgesehen.

Zum Programm gehört auch der Eisbrecherneubau CCGS John G. Diefenbaker, welcher 2021 oder 2022 die CCGS Louis S. St-Laurent ersetzen soll.

## Organisation

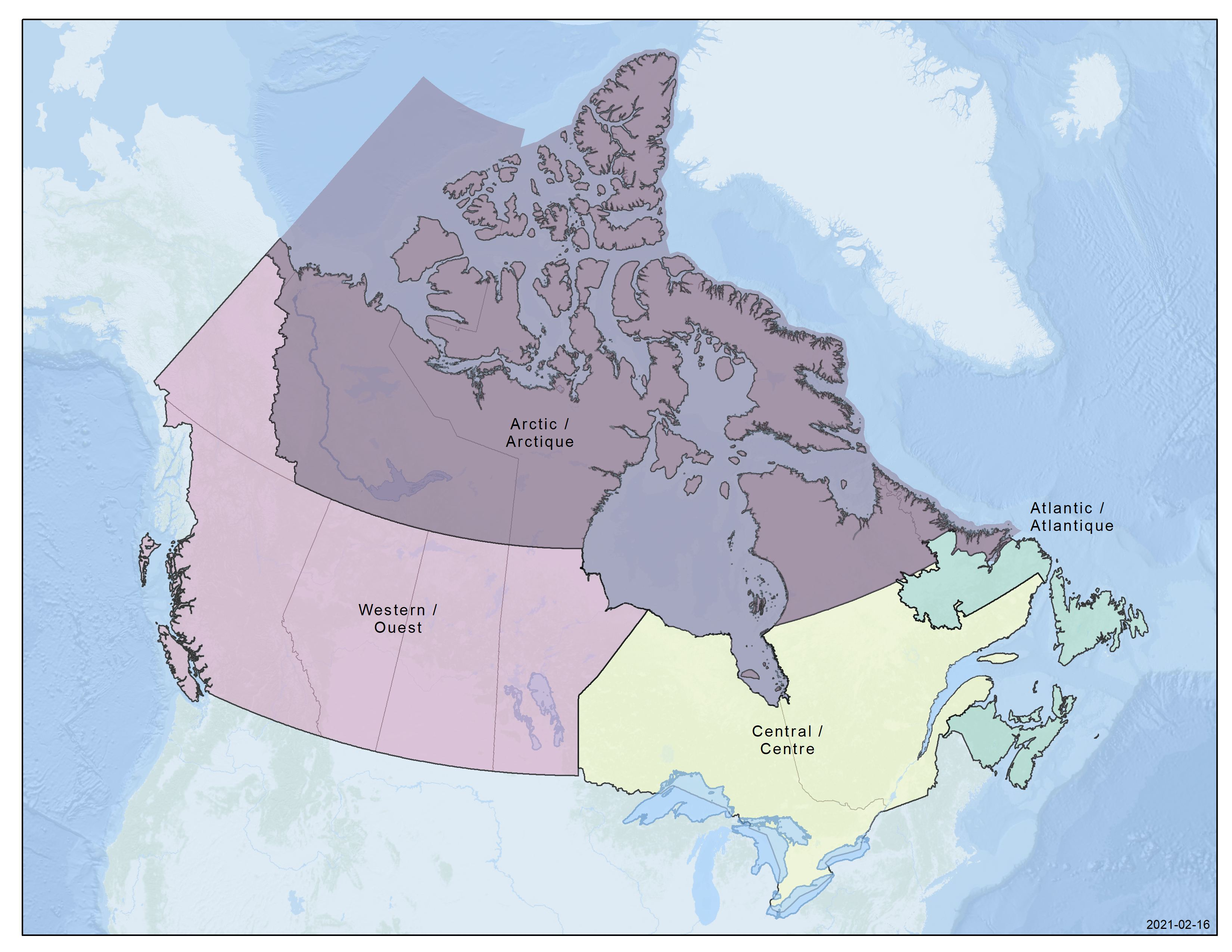
Regionen der kanadischen Küstenwache

Die kanadische Küstenwache steht unter der Leitung eines Commissioner of the Canadian Coast Guard, seit Dezember 2019 ist dies Mario Pelletier. Ihm unterstehen die Deputy Commissioner (Strategy and Shipbuilding) und Deputy Commissioner (Operations) sowie die Assistant Commissioners und Directors General mit ihren nachgeordneten Bereichen. Der Commissioner of the Canadian Coast Guard berichtet dem Stellvertretendem Minister Fisheries and Oceans Canada.
Die Küstenwache ist in vier Regionen aufgeteilt:
- Western Region
- Arctic Region
- Central Region
- Atlantic Region

### Ränge
| Kanadische Küstenwache Ränge und Abzeichen | Kanadische Küstenwache Ränge und Abzeichen | Kanadische Küstenwache Ränge und Abzeichen | Kanadische Küstenwache Ränge und Abzeichen | Kanadische Küstenwache Ränge und Abzeichen | Kanadische Küstenwache Ränge und Abzeichen | Kanadische Küstenwache Ränge und Abzeichen | Kanadische Küstenwache Ränge und Abzeichen | Kanadische Küstenwache Ränge und Abzeichen | Kanadische Küstenwache Ränge und Abzeichen | Kanadische Küstenwache Ränge und Abzeichen | Kanadische Küstenwache Ränge und Abzeichen | Kanadische Küstenwache Ränge und Abzeichen | Kanadische Küstenwache Ränge und Abzeichen | Kanadische Küstenwache Ränge und Abzeichen | Kanadische Küstenwache Ränge und Abzeichen | Kanadische Küstenwache Ränge und Abzeichen | Kanadische Küstenwache Ränge und Abzeichen | Kanadische Küstenwache Ränge und Abzeichen | Kanadische Küstenwache Ränge und Abzeichen |
| ------------------------------------------ | ------------------------------------------ | ------------------------------------------ | ------------------------------------------ | ------------------------------------------ | ------------------------------------------ | ------------------------------------------ | ------------------------------------------ | ------------------------------------------ | ------------------------------------------ | ------------------------------------------ | ------------------------------------------ | ------------------------------------------ | ------------------------------------------ | ------------------------------------------ | ------------------------------------------ | ------------------------------------------ | ------------------------------------------ | ------------------------------------------ | ------------------------------------------ |
| Ränge                                      | Kommissar                                  | Stellvertreter Kommissar                   | Assistent Kommissar                        | Offiziersklasse 13                         | Offiziersklasse 12                         | Offiziersklasse 11                         | Offiziersklasse 10                         | Offiziersklasse 09                         | Offiziersklasse 08                         | Offiziersklasse 07                         | Offiziersklasse 06                         | Offiziersklasse 05                         | Offiziersklasse 04                         | Offiziersklasse 03                         | Offiziersklasse 02                         | Kadett 4. Jahr                             | Kadett 3. Jahr                             | Kadett 2. Jahr                             | Kadett 1. Jahr                             |
| Manschettenabzeichen                       |                                            |                                            |                                            |                                            |                                            |                                            |                                            |                                            |                                            |                                            |                                            |                                            |                                            |                                            |                                            |                                            |                                            |                                            |                                            |

## Canadian Coast Guard Auxiliary
Die Canadian Coast Guard Auxiliary (CCGA), ehemals Canadian Marine Rescue Auxiliary (CMRA), ist eine Non-Profit-Organisation innerhalb der Küstenwache, die von Freiwilligen und Fischern betrieben wird. Die CCGA unterstützt die kanadischen Küstenwache bei der Suche und Bergung von Schiffbrüchigen vor den Küsten Kanadas. Daneben werden Sicherheitslehrgänge angeboten. Die CCGA übernimmt lediglich die Kosten für Treibstoff und eine Mietpauschale für die Fischerboote, die sich an Such- und Rettungsaktionen beteiligen. Vorwiegend werden die Freiwilligen in abgelegenen Gebieten eingesetzt, in denen es keinen Stützpunkt der kanadischen Küstenwache gibt.

## Leuchttürme und Navigation
Die kanadische Küstenwache ist für die Sicherheit entlang der Küsten zuständig. Aus diesem Grund betreibt sie das weltweit größte Netzwerk an Bojen, Leuchttürmen und Nebelhörnern. Diese Einrichtungen helfen den Schiffen und Booten, auf offener See sicher zu navigieren.
Von der CCG wurden ab 1968 die Leuchttürme automatisiert, mit der Folge, dass Leuchtturmwärter seit den 1990er Jahren überflüssig sind. Die Zahl der Leuchtturmwärter, die sich noch in British Columbia, in Neufundland und Labrador sowie in New Brunswick befanden, konnte auf eine Handvoll reduziert werden.
Infolge von Budgetkürzungen und des technologischen Fortschritts in der Seefahrt – wie GPS, elektronische Navigationskarten und dem Global Maritime Distress Safety System – wurden von der kanadischen Küstenwache die alten Navigationssysteme wie Nebelhörner und einige Leuchttürme außer Betrieb genommen.

### Marine Communications and Traffic Services
Für die Schifffahrt betreibt die kanadische Küstenwache Kommunikationszentren, in denen verschiedene Serviceleistungen angeboten werden. Dazu gehören ein Wetterdienst sowie Informationen zum Seegang und zum Schiffsverkehr in engen Passagen. Die Zuständigkeitsbereiche der Zentren verteilen sich auf die Küsten entlang des Pazifiks (Pacific Region), der Binnenterritorien, Nordwest-Territorien und Nunavut (Central and Arctic Region), in der Quebec Region, in New Brunswick und Nova Scotia (Maritimes Region) und in der Newfoundland and Labrador Region. Diese sind per Rufnummer des mobilen Seefunkdienstes (Maritime Mobile Service Identity, MMSI) erreichbar. Beispiel für die Pacific Region:
Pacific Region
| Standort      | Rufzeichen | MMSI      |
| ------------- | ---------- | --------- |
| Commox        | VAC        | 003160014 |
| Prince Rupert | VAJ        | 003160013 |
| Tofino        | VAE        | 003160012 |
| Vancouver     | VAS        | 003160010 |
| Victoria      | VAC        | 003160011 |

## Aktuelle Flotte
Zur aktiven Flotte gehören Anfang 2023 insgesamt 124 Wasserfahrzeuge sowie 22 Helikopter (17 Bell 429 und 5 Bell 412).
Die Schiffe und Boote der kanadischen Küstenwache tragen den Präfix CCGS für Canadian Coast Guard Ship, dies gilt auch für die vier Luftkissenfahrzeuge der Küstenwache.

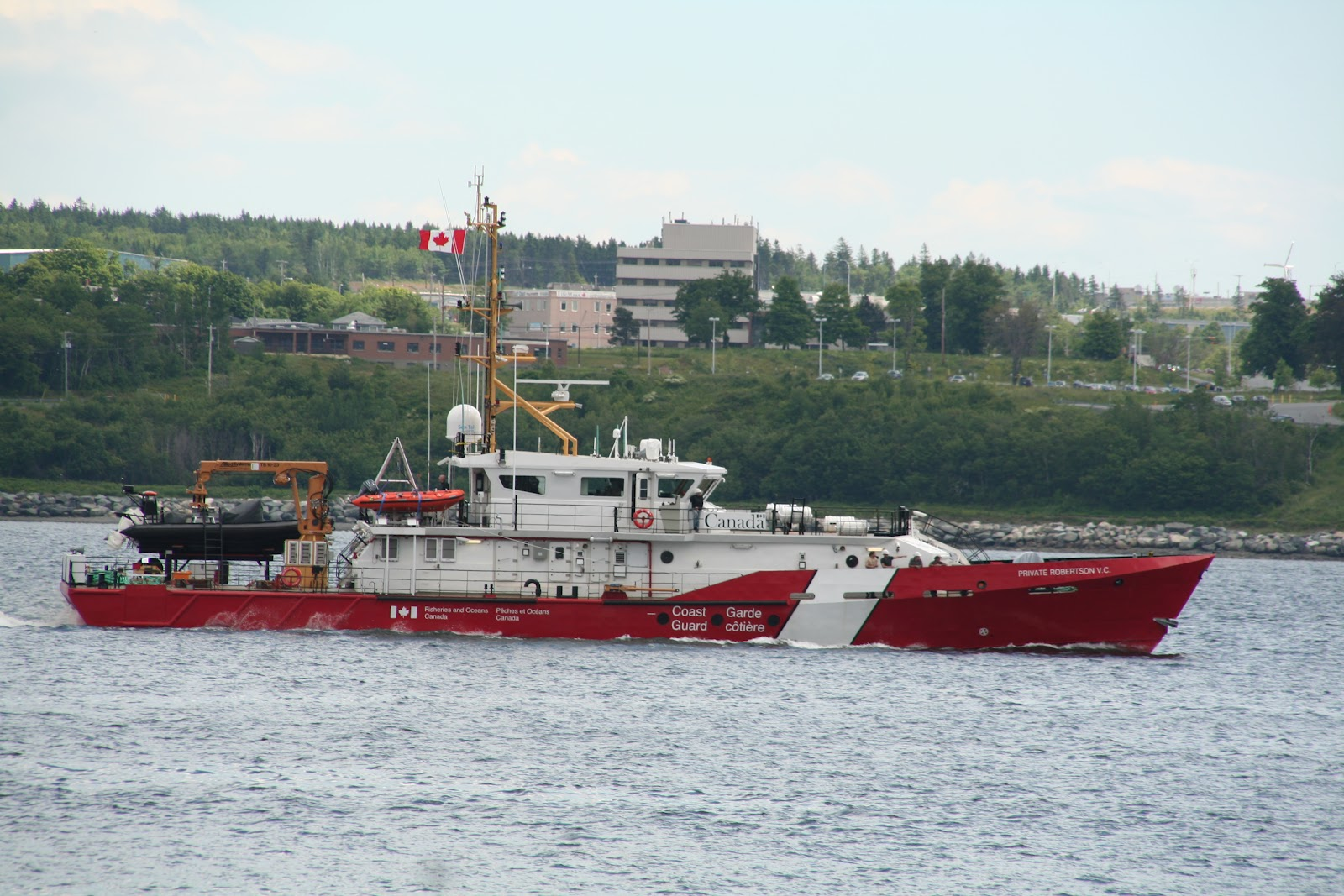
CCGS Private Robertson V.C, ein Schiff der neuen HERO-Class
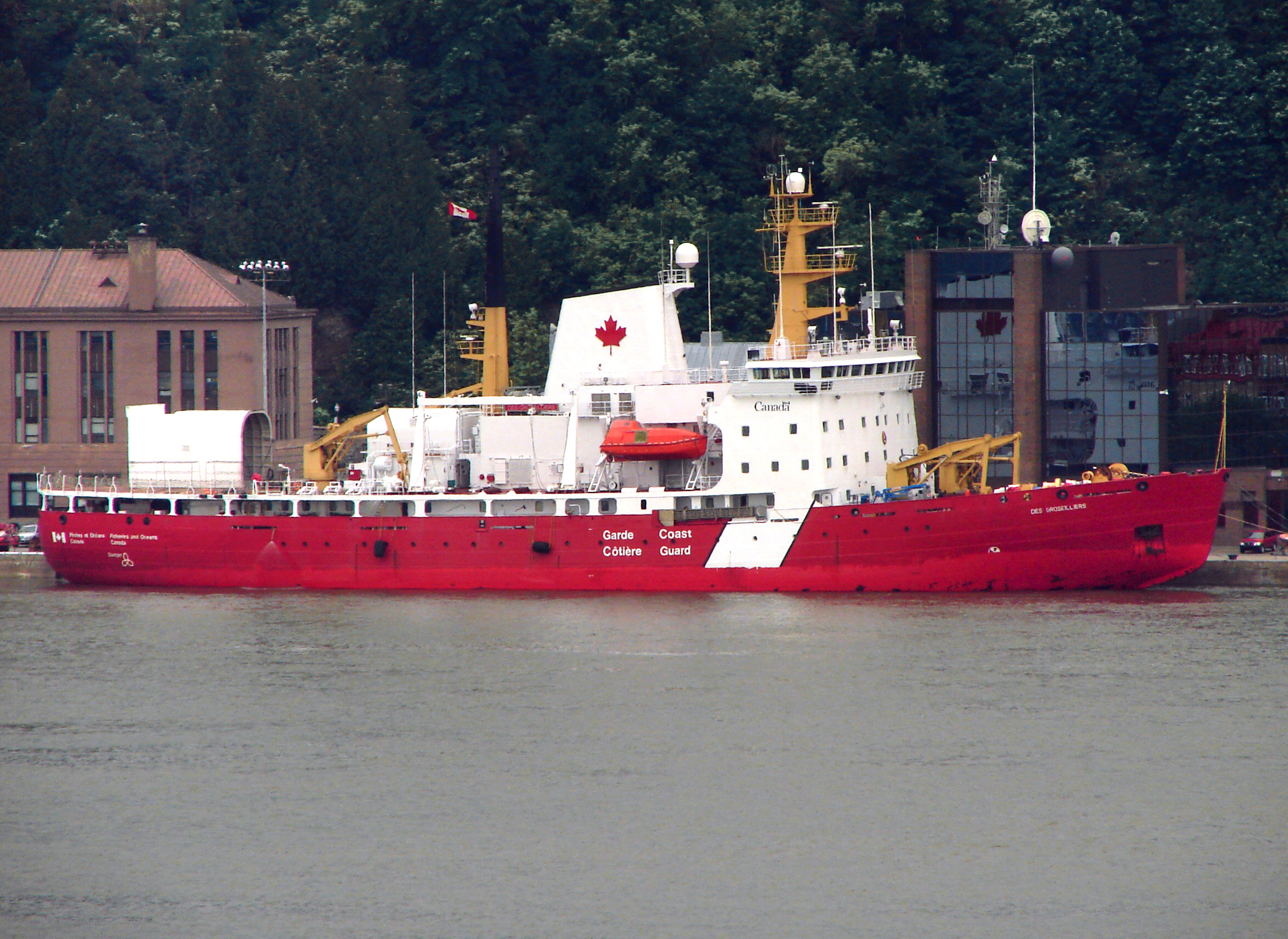
CCGS Des Groseillers, arktischer Eisbrecher
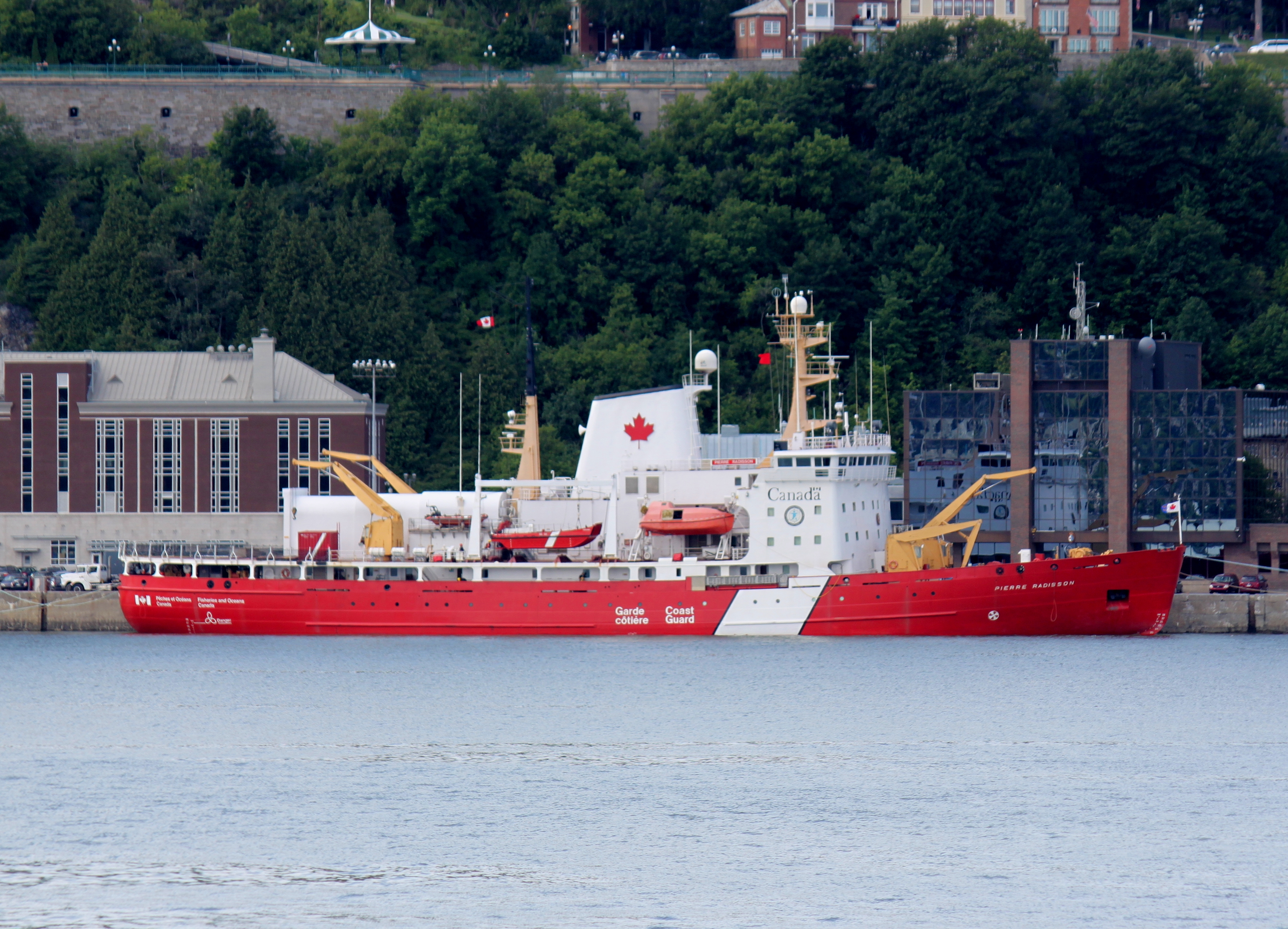
CCGS Pierre Radisson, arktischer Eisbrecher
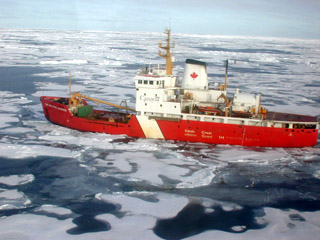
CCGS Sir Wilfrid Laurier, Eisbrecher
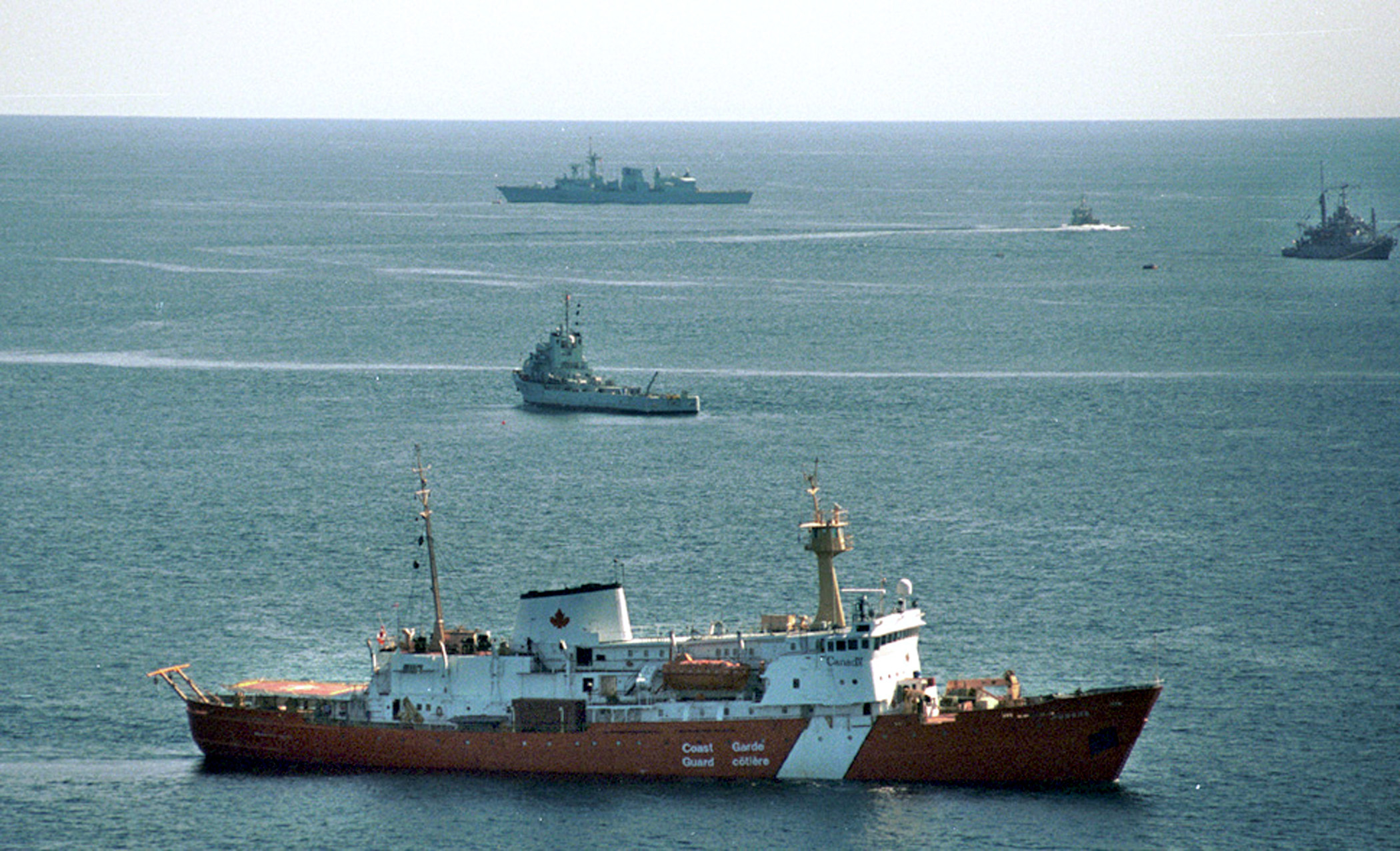
CCGS Hudson, Forschungsschiff
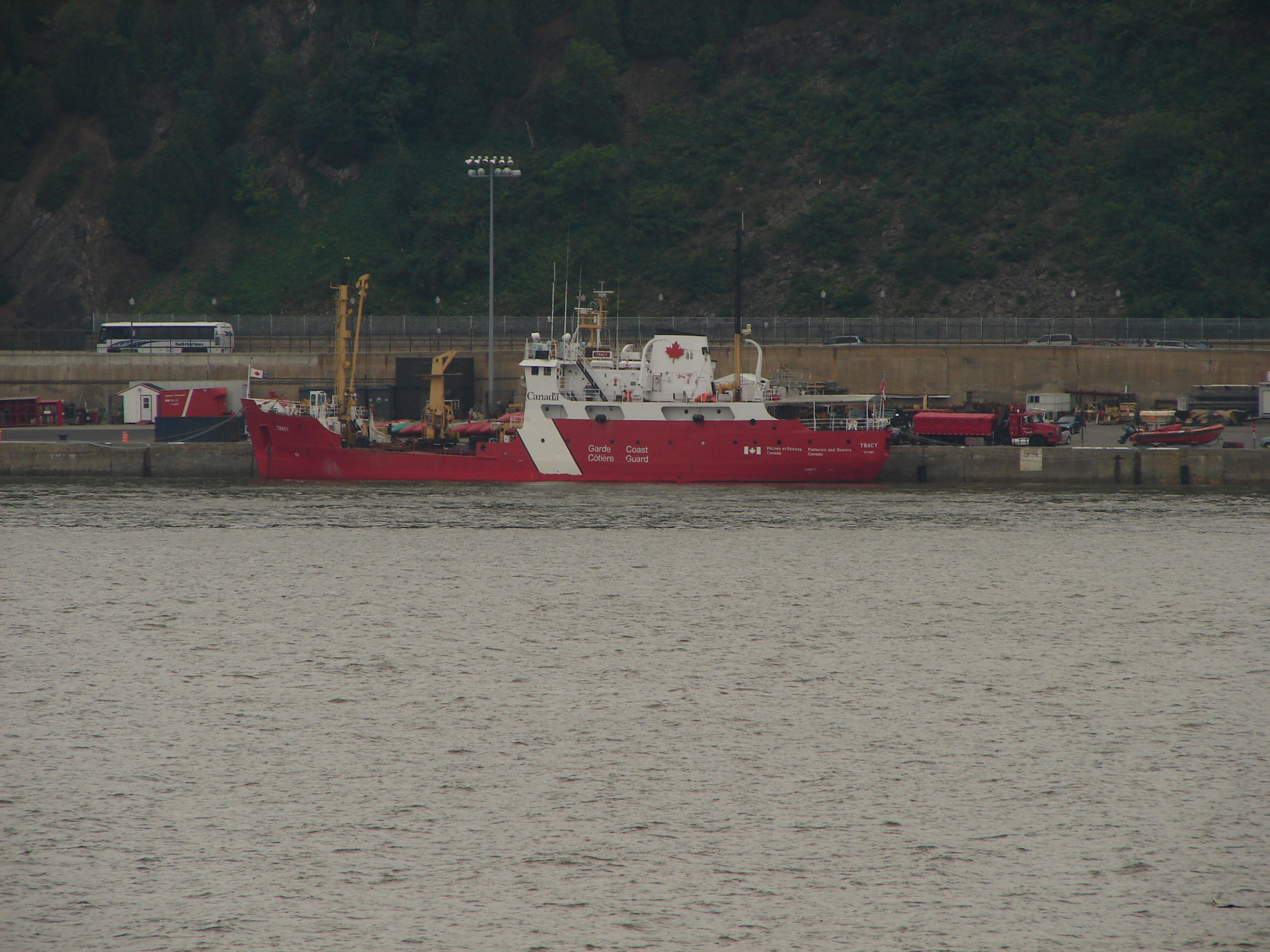
CCGS Tracy, Tonnenleger
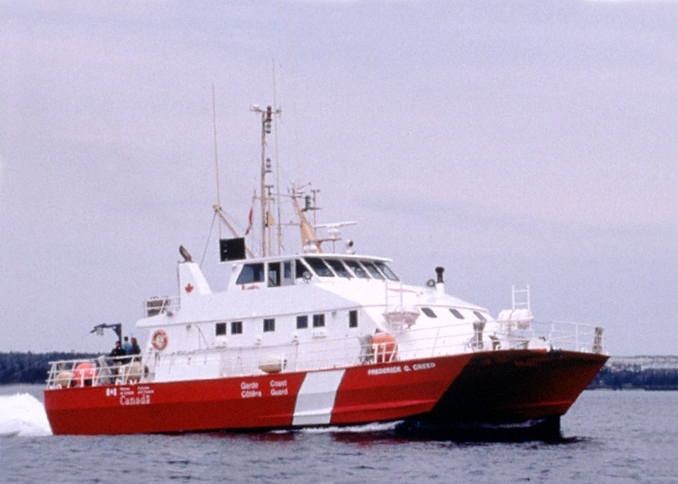
CCGS Frederick G. Creed, Forschungsschiff
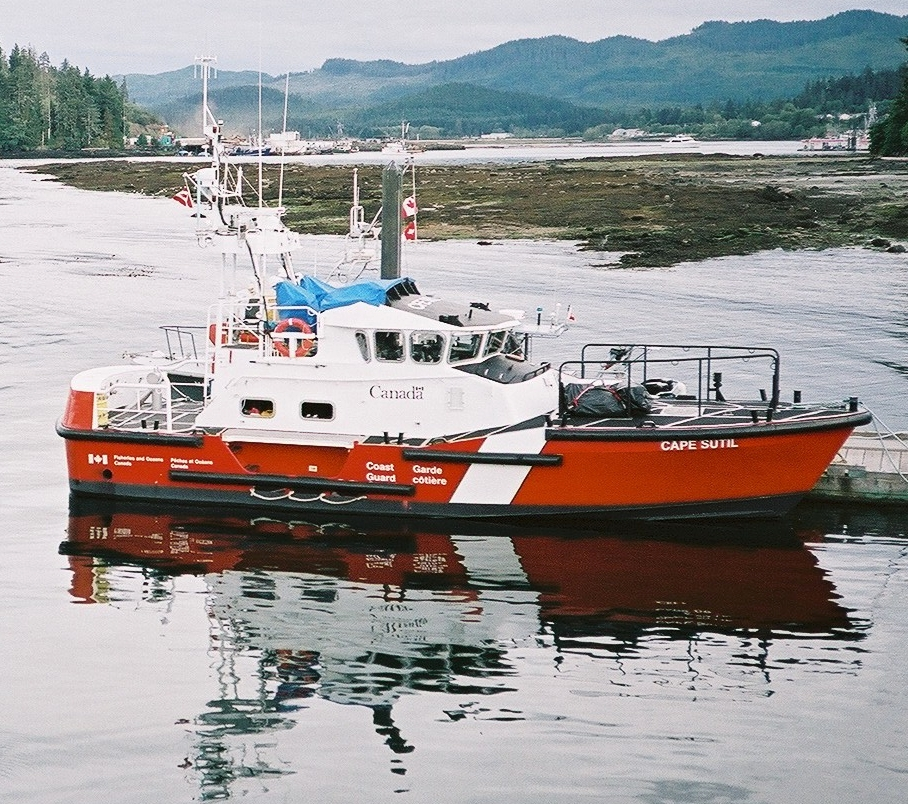
CCGC Cape Sutil, Seenotrettungsboot
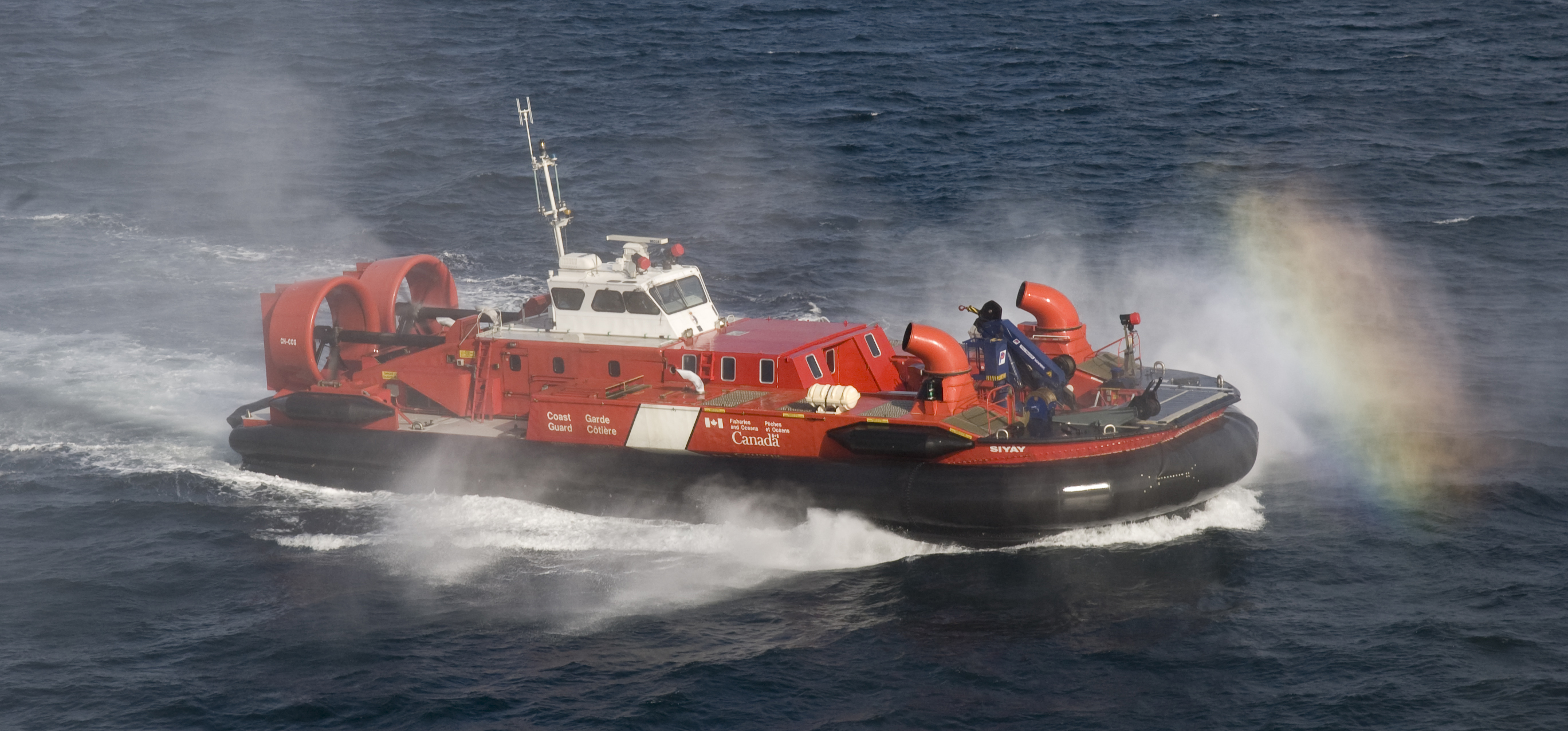
CCGS Siyay, Luftkissenboot

### Eisbrecher
Die Küstenwache betreibt mehrere Eisbrecher, die sie verschiedenen Klassen zuordnet.

#### Polareisbrecher
Diese Klasse befindet sich noch nicht im Betrieb. Aktuell werden die Schiffe dieser Klasse noch entwickelt und gebaut. Später sollen dieser Klasse einmal zwei Schiffe angehören. Die beiden Schiffe, von denen bei einem bereits der Name CCGS John G. Diefenbaker bekannt gegeben wurde, sollen langfristig die beiden schweren Eisbrecher der Küstenwache ersetzen.

#### Schwere Eisbrecher
Aus dieser Klasse befinden sich aktuell zwei Schiffe im Betrieb:
- CCGS Louis S. St-Laurent
- CCGS Terry Fox

#### Mittlere Eisbrecher
Aus dieser Klasse befinden sich aktuell sieben Schiffe im Betrieb:
- CCGS Pierre Radisson (Pierre-Radisson-Klasse)
- CCGS Amundsen (Pierre-Radisson-Klasse)
- CCGS Des Groseilliers (Pierre-Radisson-Klasse)
- CCGS Henry Larsen (Pierre-Radisson-Klasse)
- CCGS Captain Molly Kool (Project-Resolute-Klasse)
- CCGS Jean Goodwill (Project-Resolute-Klasse)
- CCGS Vincent Massey (Project-Resolute-Klasse)

## Einrichtungen
Die Küstenwache unterhält eine eigene zentrale Bildungseinrichtung, das Canadian Coast Guard College (CCGC) Westmount (Cape Breton Regional Municipality) nahe Sydney in der Provinz Nova Scotia.
Die CGC unterhält folgende Basen (CCG Base) und Stationen (CCG Station):
- Newfoundland Region (Neufundland)
  - CCG Base St. John's − St. John’s
  - CCG Station St. Anthony − St. Anthony
  - CCG Station Port au Choix − Port au Choix
  - CCG Station Lark Harbour − Lark Harbour
  - CCG Station Burgeo − Burgeo
  - CCG Station Burin − Burin

- Maritimes Region
  - CCG Base Charlottetown − Charlottetown (Prince Edward Island)
  - CCG Base Dartmouth − Dartmouth (Nova Scotia)
  - CCG Base Saint John − Saint John (New Brunswick)
  - CCG Station Shippagan − Shippagan (New Brunswick)
  - CCG Station Summerside − Summerside (Prince Edward Island)
  - CCG Station Souris − Souris (Prince Edward Island)
  - CCG Station Louisbourg − Louisbourg (Nova Scotia)
  - CCG Station Bickerton − Bickerton East (Nova Scotia)
  - CCG Station Sambro − Sambro (Nova Scotia)
  - CCG Station Clark's Harbour − Clark’s Harbour (Nova Scotia)
  - CCG Station Westport − Westport (Nova Scotia)
  - Canadian Coast Guard College − Westmount (Nova Scotia)

- Quebec Region (Québec)
  - CCG Base Québec − Québec (Stadt)
  - CCG Base Sorel − Sorel
  - CCG Station Tadoussac − Tadoussac
  - CCG Station Havre-Saint-Pierre − Havre-Saint-Pierre
  - CCG Station Rivière-au-Renard − Rivière-au-Renard
  - CCG Station Cap-aux-Meules − Cap-aux-Meules
  - CCG Hoverport Trois-Rivières − Trois-Rivières

- Central and Arctic Region
  - CCG Base Parry Sound − Parry Sound (Ontario)
  - CCG Base Prescott − Prescott (Ontario)
  - CCG Base Sarnia − Sarnia (Ontario)
  - CCG Base Sault Ste Marie − Sault Ste. Marie (Ontario)
  - CCG Base Thunder Bay − Thunder Bay (Ontario)
  - CCG Base Iqaluit− Iqaluit (Nunavut)
  - CCG Base Hay River − Hay River (Nordwest-Territorien)
  - CCG Base Selkirk − Selkirk (Manitoba)
  - CCG Base Burlington − Burlington (Ontario)
  - CCG Sub-Base Amherstburg − Amherstburg (Ontario)
  - CCG Sub-Base Kenora − Kenora (Ontario)
  - CCG Station Cobourg − Cobourg (Ontario)
  - CCG Station Kingston, Kingston (Ontario)
  - CCG Station Port Weller − Port Weller (Ontario)
  - CCG Station Port Dover − Port Dover (Ontario)
  - CCG Station Tobermory − Tobermory (Ontario)
  - CCG Station Meaford, Meaford (Ontario)
  - CCG Station Goderich, Goderich (Ontario)

- Pacific Region (British Columbia)
  - Joint Rescue Coordination Centre Victoria - CFB Esquimalt
  - CCG Base Victoria − Victoria
  - CCG Base Seal Cove - Prince Rupert
  - CCG Base Patricia Bay - Sidney
  - CCG Base PBS − Nanaimo
  - CCG Station Sea Island − Richmond
  - CCG Station Kitsilano, Vancouver
  - CCG Station Powell River − Powell River
  - CCG Station Ganges − Saltspring Island
  - CCG Station Tofino − Tofino
  - CCG Station Bamfield − Bamfield
  - CCG Station Port Hardy − Port Hardy
  - CCG Station Campbell River − Campbell River
  - CCG Station Bella Bella − Bella Bella
  - CCG Station Sandspit − Sandspit